# Hugo Fredrik Löhr
 Hugo Fredrik Löhr, född 1858 i Kungsbacka, död 1942 i Halmstad, var en svensk journalist och författare.
Hugo Fredrik Löhr var son till lantmätare Daniel Löhr och Charlotta Nordenberg. Efter läroverksstudier i Halmstad blev han 1876 journalist vid Hallandsposten. Här stannade han till 1880 då han blev ansvarig utgivare för Hallandsbladet. Löhr kom att arbeta vid alla halländska tidningar, undantaget de som utgavs i Falkenberg. Längsta anställningen hade han vid tidningen Halland, där han arbetade från 1903 fram till sin pension 1930. Löhr hade ett stort intresse för teater och samlade teateraffischer, en samling som senare kom att överlämnas till Halmstads museum. Vid sidan av sitt tidningsarbete utgav Löhr ett flertal skrifter. En av de första var pamfletten Den ångerfulle drinkaren som publicerades på 1880-talet. Mestadels intresserade han sig för poesi, med tiden alltmer fokuserad runt hembygden och naturen. De flesta av diktsamlingarna utgavs på eget förlag.